# Schattenwirkung

Michelangelo Merisi da Caravaggio: Der ungläubige Thomas, 1601/02, Öl auf Leinwand; Neues Palais, Potsdam

 Schattenwirkung bezeichnet in den darstellenden Künsten wie auch Bildbearbeitung die Darstellung von Schatten.

## Grundlagen
Während die Bildhauerei – bis hin zum Relief – auf tatsächlichen Schattenwurf zurückgreifen kann, sind Darstellungen in der Fläche in Malerei, Photographie, aber auch in der modernen Bildbearbeitung auf eine Imitation im Sinne einer optischen Täuschung angewiesen. Der Schattenwurf eines Objekts kann beim Bildentwurf mit den Methoden der darstellenden Geometrie ermittelt werden.

## Methoden

### Bildhauerei
In der Darstellung von Schatten nutzt die Bildhauerei die Räumlichkeit ihres Werkes. Man bezeichnet die Bildhauerei auch als „Spiel mit dem Licht und dem Schatten“.
Während aber die Malerei und verwandte Darstellungen einen bestimmten gewünschten Schattenwurf fixieren können, muss der Bildhauer damit rechnen, dass sich die Beleuchtung seinen Objekts durch spätere Aufstellung verändert. Daher kann er nur in einem gewissen Rahmen Schattenwirkungen vorgeben.
- Im Allgemeinen können Flächen an Skulpturen oder Profilen mit übertriebener Hinterschneidung so gestaltet werden, dass der Schatten in weiten Bereichen wechselnder Lichtquelle deutlich hervortritt. Diffuse Beleuchtung gilt aber als der „Tod“ jedes Werkes. Darum schätzt man die Ausstellung von Objekten im Freien, und auch in Museen, Galerien und andernorts ist die angemessene Beleuchtung ein zentraler Aspekt der Präsentation.
- Reliefs und andere Architekturelemente wie Stuck sind meist so gestaltet, dass sie ihr Licht definiert von einer Seite bekommen, auf die sie ausgelegt sind. Nur südseitige Reliefs an Außenfassaden müssen stark hinterschnitten ausgeführt werden, was besondere Anforderungen an Gussstuck stellt.

### Konstruktion des Schattenwurfes
Der Verlauf der Hell-Dunkel-Grenze des Schattens wird durch physikalische Gesetze der Optik bestimmt, als Strahlengang von Lichtquelle über Objekt auf die verschattete Fläche. Die realen Gegebenheiten lassen sich konstruktiv nachbilden. Mit der Konstruktion des Schattens eines gezeichneten Objektes in einer räumlichen oder projektiven Darstellung auf der zweidimensionalen Bildebene befasst sich die darstellende Geometrie. Es lassen sich sowohl Schatten für Zentralbeleuchtung, parallele Beleuchtung, wie auch Halbschatten für mehrere Quellen konstruieren. Schattenverhältnisse für diffuses Licht sind konstruktiv schlecht lösbar.

### Schattenmalerei und graphische Techniken
Zu den Techniken der Schattendarstellungen gehören:
- Schraffur, die klassische Schattierungstechnik der Grafik, inklusive aller Einfarb-Drucktechniken
- Lavierung über Strichzeichnungen und in Aquarelltechniken – diese Technik bildet die zentrale Darstellungsform der chinesisch-koreanisch-japanischen Tuschemalerei
- Hell-Dunkel-Kontrast – die Methode greift auf die einfache Annahme zurück, das Schatten dunkler ist als Beleuchtetes (Beleuchtungsstärke). Ergänzt wird sie durch das Setzen expliziter Lichter auf erhabenen Flächen.
- Kalt-Warm-Kontrast: Die Beobachtung der Natur hat den Malern gezeigt, dass neben der Beleuchtungsstärke auch die Beleuchtungsfarbe entscheidenden Anteil an der Schattenwirkung hat, indem sie ihrer Wechselwirkung mit der Objektfarbe, wie auch den andersfarbigen Reflexionen von diesen Flächen vielfältige Schattenwirkung erzeugt. Dabei schlagen Farbtöne ins Kühle um, werden also blau- bis violettstichiger. Daher kann Schattenwirkung durch Kontraste in der Farbtemperatur erzielt werden.
- Komplementärkontrast: In Überhöhung der Kontraste haben die Maler ab dem 15. Jahrhundert Schatten durch Setzen von komplementären Farben dargestellt. Mit dieser Methode lassen sich sogar Schatten in dunklen Flächen erzeugen, die normalerweise zu undefinierten schwarzen Zonen „absaufen“, beispielsweise durch Setzten gelber Schatten in tiefem Violett. Diese heute als impressionistisch bekannte Methode wurde von den großen Freskenmalern wie Michelangelo, da Vinci, Sandro Botticelli oder Paul Troger auf Deckengemälden verwendet, in denen durch die große Entfernung extreme Darstellungen gewählt werden müssen. Der Impressionismus greift diese Methode wieder auf, etwa Claude Monet.

## Beispiele von Schattierungstechniken
- Der griechische Maler Apollodor von Athen (um 425 v. Chr.) soll als Erster die unterschiedlichen Farbabstufungen in Licht und Schatten richtig erkannt und zur Darstellung von Tiefenwirkung benutzt haben. Er gilt als Erfinder der Schattenmalerei (deshalb auch „Schattenmaler“ genannt). Auch an den Werken seines Schülers Zeuxis wurde die durchdachte Wiedergabe von Licht und Schatten gerühmt. Apollodoros wurde damit zum Begründer der perspektivischen Malerei.
- Monochrommalerei: Grisaille, die Schwarz-Weiß-Malerei, in einer anderen Grundfarbe auch Camaieu, in grün Verdaccio genannt. Als Meister kann Giotto genannt werden
- Hell-Dunkel-Malerei, ital. Chiaroscuro, ein Malstil der Spätrenaissance und des Barock, der die neuentwickelte Zentralperspektive mit Kontrasten kombiniert, oder sie als Tenebrismo durch extreme Ausformung entgegenstellt. Diese Methode findet sich später auch im expressionistischen Film und Film noir als Low-Key-Beleuchtung wieder; siehe Lichtgestaltung (Film)
- Illusionsmalerei greift gerne auf die Schattenwirkung von architektonischen Elementen zurück (Scheinarchitektur), etwa im Trompe-l’œil oder der Lüftlmalerei
- die Darstellung von Schatten im Rahmen des Shading der 3D-Computergrafik, wie sie etwa im CAD/CAAD-Bereich wie auch im computeranimierten Film verwendet wird. Diese Darstellung übernimmt das Shader-Modul, das auch in moderne Grafikengines des Endbenutzerbereichs implementiert ist

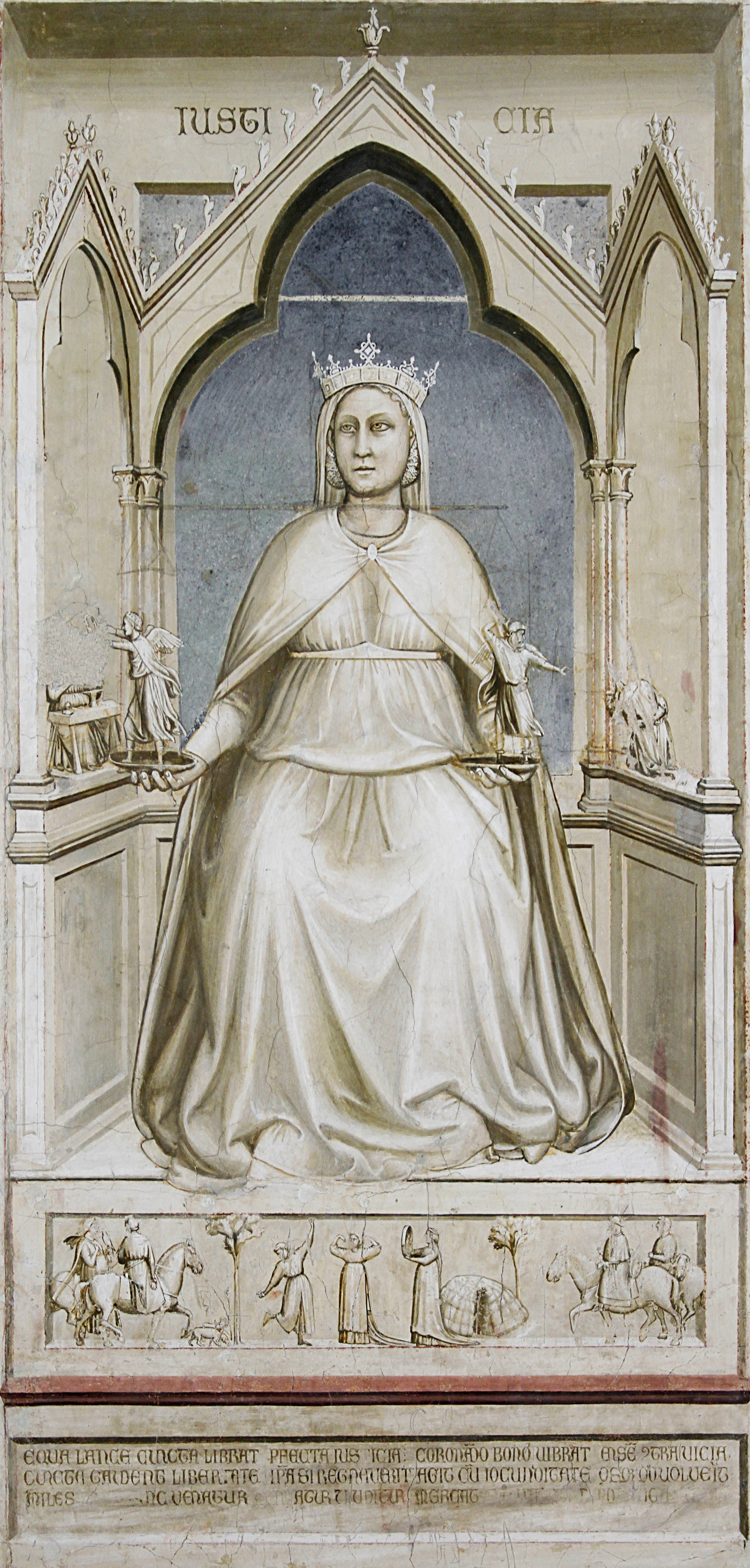
Giotto: Die sieben Tugenden – Iustitia, 1306, Fresco; Cappella degli Scrovegni, Padua.
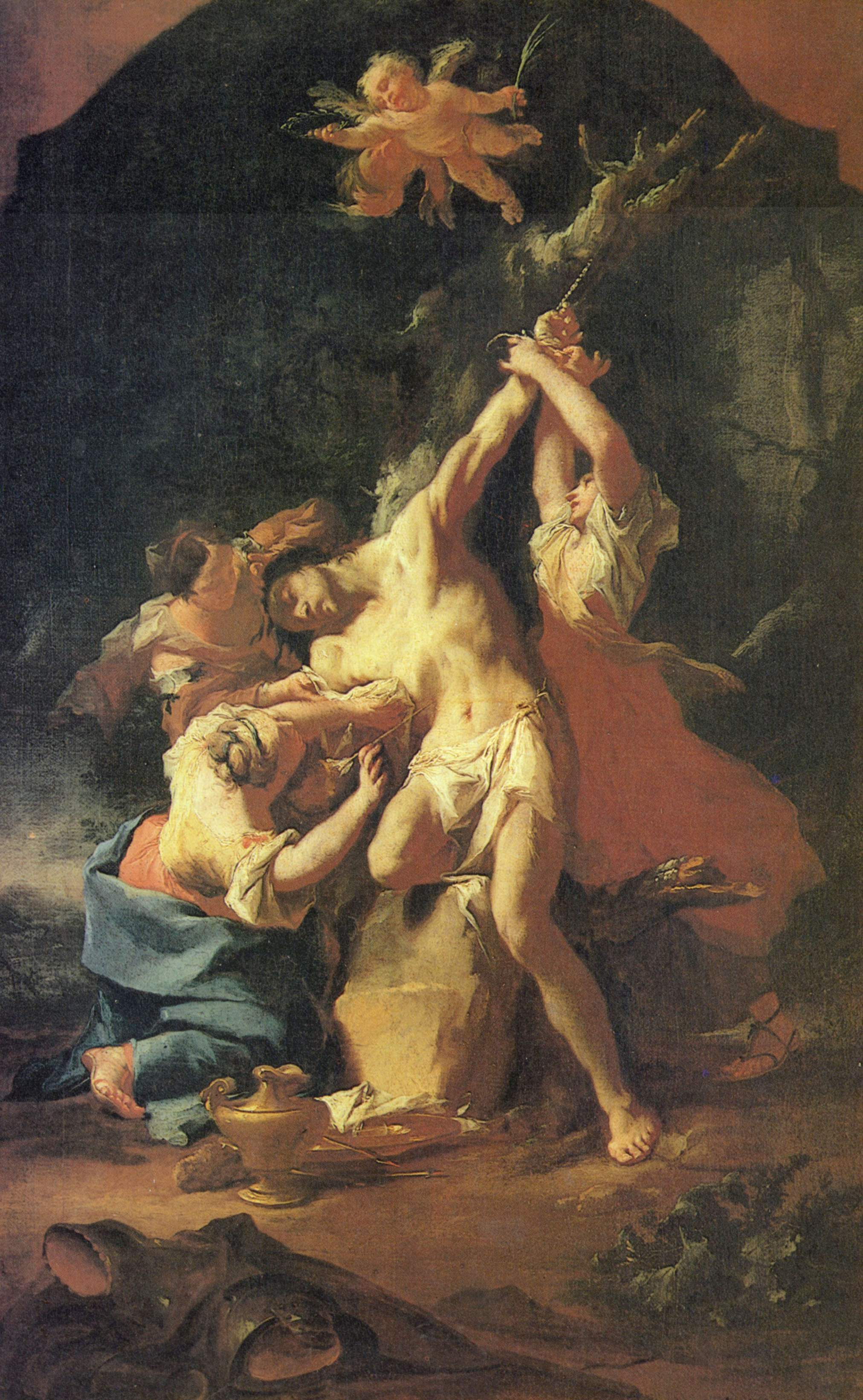
Paul Troger: Hl. Sebastian und die Frauen, um 1746, Öl auf Leinwand; Österreichisches Barockmuseum
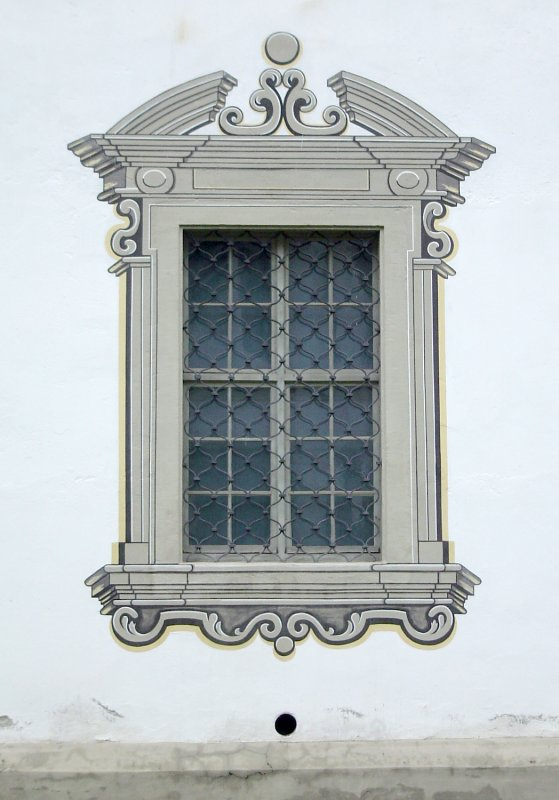
Scheinarchitektur, Reichsabtei Salem, Anfang des 18. Jh.
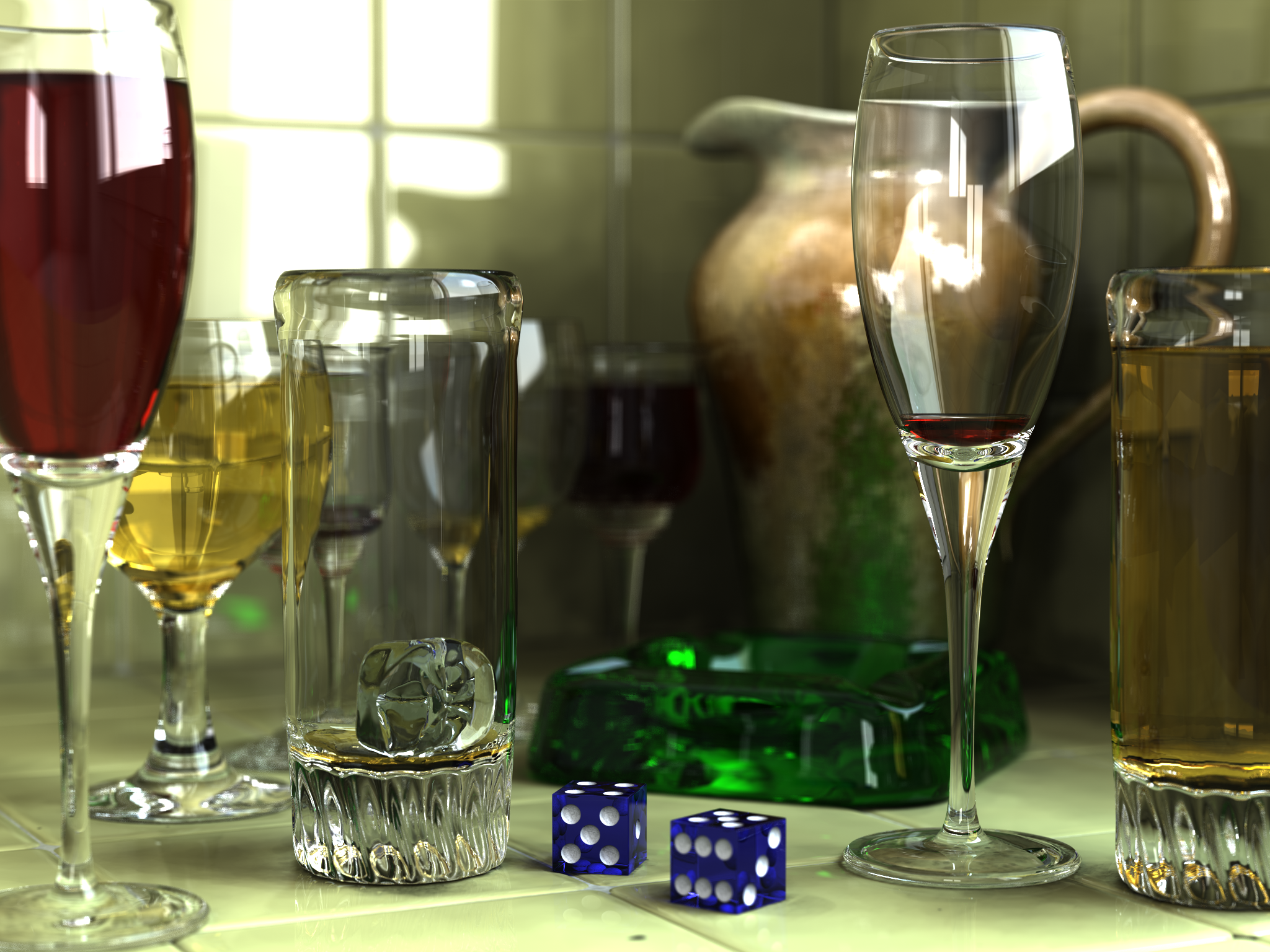
Gilles Tran: Glasses 800 edit, Stillleben, POV-Ray, 2006